# 建国站 (平壤市)
建国站（朝鲜语：／ Kŏn-guk yŏk */?），是平壤地铁革新线的一个车站，于1978年9月9日启用，可以和朝鲜铁路平南线（平壤-南浦）的普通江站进行换乘。站里面有一幅描绘了整个平壤的壁画。

## 车站周边
國鐵普通江站